# Timothée Atouba
Timothée Atouba Essama (* 17. Februar 1982 in Douala, Kamerun) ist ein ehemaliger kamerunischer Fußballspieler.

## Karriere

### Schweiz
Timothée Atouba wechselte im Juli 2000 von seinem Heimatklub Union Douala zum Schweizer Erstligisten Neuchâtel Xamax. In der Winterpause 2001/02 wechselte Atouba zum Ligakonkurrenten FC Basel, mit dem er zwei Mal Schweizer Meister wurde und zwei Mal den Schweizer Cup gewann. Atouba spielte in der Saison 2002/2003 auch in der Champions League, wo er gegen den FC Liverpool nach 30 Minuten das 3:0 für den FC Basel erzielen konnte. Am Ende hieß es 3:3, womit sich der FC Basel für die nächste Runde qualifizieren konnte.

### Tottenham
Trotz eines Vertrages bis Juni 2006 verließ Atouba im August 2004 den FC Basel in Richtung London, wo er von Tottenham Hotspur unter Vertrag genommen wurde. Sein einziges Tor am zweiten Spieltag zum 1:0-Erfolg bei Newcastle United wurde zu einem der wenigen Höhepunkte in England. Nach der Winterpause kam der Kameruner nur noch selten zum Einsatz.

### Hamburg
Nach nur einem Jahr beim Londoner Vorstadtklub wechselte Atouba schließlich zum Fußball-Bundesligisten Hamburger SV. Dort spielte er als linker Verteidiger und wurde aufgrund seiner aufreizenden Spielweise schnell zum Publikumsliebling.
Diesen Status büßte Atouba wegen eines Eklats im Champions-League-Spiel gegen ZSKA Moskau am 6. Dezember 2006 teilweise ein. Wegen anhaltender Pfiffe seitens der eigenen Fans forderte Atouba beim damaligen Trainer Thomas Doll seine Auswechslung. Bei seiner Auswechslung wurde er von den Zuschauern lautstark ausgepfiffen und mit gefüllten Bierbechern beworfen. Daraufhin zeigte Atouba ihnen den Stinkefinger, was vom Schiedsrichter wegen unsportlichen Verhaltens mit einer roten Karte geahndet wurde. Beim darauffolgenden Heimspiel unterstützte ein Teil der HSV-Fans ihn wieder mit Sprechchören. In der Folge rissen die negativen Schlagzeilen um Atouba jedoch nicht ab. Am 13. Januar 2007 musste er wegen von der Vereinsführung nicht näher konkretisierten Vorfällen das gemeinsame Trainingslager in den Vereinigten Arabischen Emiraten abbrechen und ohne die Mannschaft zurück nach Hamburg fliegen.
Seit dem 2. Juli 2007 ist Atouba Pate des Albrecht-Thaer-Gymnasiums in Hamburg-Stellingen bei der Aktion Schule ohne Rassismus – Schule mit Courage, die sich aktiv gegen Rassismus im Alltag einsetzt.
Am 16. Februar 2008 wurde Timothée Atouba für drei Tage vom Mannschaftstraining suspendiert, da er nach dem Afrika-Cup-Finale nicht rechtzeitig zu einem UEFA-Pokal-Spiel des Hamburger SV zurückkehrte.

### Amsterdam
Nachdem der Hamburger SV seinen Vertrag nicht verlängert hatte, folgte Atouba zur Saison 2009/10 Trainer Martin Jol zu Ajax Amsterdam, wo er einen Vertrag bis zum Sommer 2011 mit einer Option auf weitere zwei Jahre erhielt. Er konnte sich auf der Linksverteidigerposition jedoch nicht gegen den jungen Vurnon Anita durchsetzen und kam in der gesamten Saison 2009/10 lediglich zu einem Einsatz. Auch nach dem Trainerwechsel zu Frank de Boer blieb Atouba Ergänzungsspieler; de Boer präferierte seinen vormaligen Jugendspieler Daley Blind.

### Las Palmas
Nach längerer Vereinslosigkeit unterschrieb Atouba im November 2012 einen Vertrag bei UD Las Palmas. Bei dem Verein von der Insel Gran Canaria spielte er bis zum Juni 2014 in der Segunda División. Dies war seine letzte Station als Profifußballer.

## Nationalmannschaft
2003 wurde er in die Nationalelf Kameruns berufen, wo er während des FIFA Konföderationen-Pokals 2003 am 19. Juni 2003 gegen Brasilien spielte und mit Kamerun zehn Tage später erst nach Verlängerung das Endspiel gegen Frankreich verlor. Bis 2008 absolvierte Atouba 42 Länderspiele, erzielte dabei jedoch kein Tor.

## Privates
Timothée Atouba ist der Cousin des Profi-Fußballers Joël Epalle.

## Erfolge
FC Basel
- Schweizer Meister: 2002, 2004
- Schweizer Cupsieger: 2002, 2003

Ajax Amsterdam
- Niederländischer Meister: 2011 (ohne Ligaeinsatz)